# Oleg Makowiecki
Oleg Władimirowicz Makowiecki, ros. Олег Владимирович Маковецкий (ur. 6 października 1966 w Czuhujewie w obwodzie charkowskim) – rosyjski wojskowy, generał major lotnictwa, dowódca 6 Armii Sił Powietrznych i Obrony Przeciwlotniczej.
Zasłużony Pilot Wojskowy Federacji Rosyjskiej, absolwent Kaczyńskiej Wojskowej Wyższej Szkoły Lotniczej dla Pilotów, Akademia Sił Powietrznych im. prof. N.J. Żukowskiego i J.A. Gagarina oraz Akademii Sztabu Generalnego Sił Zbrojnych FR.
Posiada m.in.: 
- Order „Za zasługi wojskowe”
- Medal jubileuszowy „70 lat Sił Zbrojnych ZSRR”
- Medal „Za powrót Krymu” (co może świadczyć o udziale w aneksji)[2].